# دنی ورلیندن
دنی ورلیندن (انگلیسی: Dany Verlinden؛ زادهٔ ۱۵ اوت ۱۹۶۳) بازیکن سابق و مربی فوتبال اهل بلژیک است.
از باشگاه‌هایی که در آن بازی کرده‌است می‌توان به باشگاه فوتبال لیرسه و باشگاه فوتبال کلوب بروژ اشاره کرد.
وی همچنین در تیم ملی فوتبال بلژیک بازی کرده‌است.